# Narodowy Kościół Prezbiteriański w Meksyku
Narodowy Kościół Prezbiteriański w Meksyku – jest największym kościołem protestanckim i największym wyznaniem kalwińskim w Meksyku. Jest obecny na obszarze całego kraju, szczególnie silny w stanach Tabasco, Chiapas, Campeche, Jukatan, Nuevo León i Meksyk. Obecnie liczy prawie 2,8 mln wiernych w ponad 6.000 kościołów. Za początek kościoła uznaje się rok 1872, kiedy do Meksyku przybyli misjonarze prezbiteriańscy z USA.